# Distrito congresional at-large de Vermont
El Distrito Congresional at-large es un distrito congresional que elige a un Representante para la Cámara de Representantes de los Estados Unidos por el estado de Vermont. El distrito congresional abarca a todo el estado de Vermont. Según la Oficina del Censo, en 2011 el distrito tenía una población de 624 958 habitantes. Actualmente está representado por Peter Welch.

## Geografía
El Distrito Congresional At-large se encuentra ubicado en las coordenadas 44°3′38″N 72°40′24″O / 44.06056, -72.67333.

## Demografía
Según la Oficina del Censo de los Estados Unidos, en 2011 había 624 958 personas residiendo en el Distrito Congresional At-large. De los 624 958 habitantes, el distrito estaba compuesto por 607 498 (97.2%) blancos; de esos, 596 736 (95.5%) eran blancos no latinos o hispanos. Además 5 464 (0.9%) eran afroamericanos o negros, 1 802 (0.3%) eran nativos de Alaska o amerindios, 7 544 (1.2%) eran asiáticos, 155 (0%) eran nativos de Hawái o isleños del Pacífico, 2 116 (0.3%) eran de otras razas y 11 141 (1.8%) pertenecían a dos o más razas. Del total de la población 9 451 (1.5%) eran hispanos o latinos de cualquier raza; 2 811 (0.4%) eran de ascendencia mexicana, 2 424 (0.4%) puertorriqueña y 601 (0.1%) cubana. Además del inglés, 490 (1.1%) personas mayor a cinco años de edad hablaban español perfectamente.
El número total de hogares en el distrito era de 256 711, y el 63.5% eran familias en la cual el 27.3 tenían menores de 18 años de edad viviendo con ellos. De todas las familias viviendo en el distrito, solamente el 50% eran matrimonios. Del total de hogares en el distrito, el 7.5 eran parejas que no estaban casadas, mientras que el 0.8% eran parejas del mismo sexo. El promedio de personas por hogar era de 2.34. 
En 2011 los ingresos medios por hogar en el distrito congresional eran de US$52 776, y los ingresos medios por familia eran de US$80 872. Los hogares que no formaban una familia tenían unos ingresos de US$95 739. El salario promedio de tiempo completo para los hombres era de US$44 057 frente a los US$38 177 para las mujeres. La renta per cápita para el distrito era de US$28 089. Alrededor del 6.9% de la población estaban por debajo del umbral de pobreza.